# Peter D. Wilder
Peter D. Wilder, är en amerikansk astronom.
Minor Planet Center listar honom som P. D. Wilder och som upptäckare av 1 asteroid.

## Asteroider upptäckta av Peter D. Wilder
| 4525 Johnbauer [A][B]                                              | 15 maj 1982 |
| Upptäckt tillsammans med: A Eleanor F. Helin B Eugene M. Shoemaker |             |